# Andreas Kron
Andreas Kron (danès: Andreas Lorentz Kron)  (Albertslund, 1 de juny de 1998) és un ciclista danès professional des del 2017. De cara a la temporada 2021 ha fitxat per dos anys per l'equip Lotto Soudal. En el seu palmarès destaca una victòria d'etapa a la Volta a Luxemburg de 2020 i, sobretot, la primera etapa de la Volta a Catalunya de 2021, que li va valer portar el mallot de líder de la cursa. El 2023 va tornar a guanyar una prova en territori català, en aquest cas a la Volta Ciclista a Espanya.

## Palmarès
- 2016
  - 1r al Gran Premi General Patton i vencedor d'una etapa
  - 1r al Keizer der Juniores
- 2018
  - Vencedor d'una etapa a la Fletxa del sud
- 2019
  - Vencedor d'una etapa a l'Orlen Nations Grand Prix
- 2020
  - Vencedor d'una etapa a la Volta a Luxemburg
- 2021
  - Vencedor d'una etapa a la Volta a Catalunya
  - Vencedor d'una etapa a la Volta a Suïssa
- 2023
  - Vencedor d'una etapa a la Volta a Espanya

### Resultats al Tour de França
- 2022. 73è de la classificació general

### Resultats a la Volta a Espanya
- 2023. 67è de la classificació general. Vencedor d'una etapa